# Borneo-Stachelschwein
Das Borneo-Stachelschwein (Hystrix crassispinis) ist eine Stachelschweinart aus der Gattung der Eigentlichen Stachelschweine (Hystrix). Es kommt endemisch auf der Insel Borneo vor.

## Merkmale
Das Borneo-Stachelschwein erreicht eine Kopf-Rumpf-Länge von 45,0 bis 65,5 Zentimetern und die Schwanzlänge beträgt 6,5 bis 19,0 Zentimeter, es erreicht ein Gewicht von 3,8 bis 5,4 Kilogramm. Der Hinterfuß wird 80 bis 90 Millimeter lang, die Ohrlänge beträgt 35 bis 42 Millimeter. Es ist damit wie alle Eigentlichen Stachelschweine für ein Nagetier sehr groß und die größte Art der Inselstachelschweine (Untergattung Thecurus), innerhalb der Gattung Hystrix jedoch nur mittelgroß. Das Tier ist in seiner Grundfärbung braun und besitzt sehr dicke Stacheln, weshalb es den englischen Trivialnamen „Thick-spined Porcupine“ trägt. Im Vergleich zu den anderen Inselstachelschweinen besitzt es die längsten Stacheln, die längsten Fühlbosten und auch die längsten umgestalteten Stacheln in der Schwanzquaste. Aufgrund der weißen Stachelspitzen ist es jedoch auf den Wangen, dem Nacken, den Schultern und den Körperseiten sowie teilweise auch dem Rücken weiß gesprenkelt. Die Anzahl der langen Fühlborsten ist gering. Wie bei anderen Arten der Inselstachelschweine ist auch bei ihnen kein Stachelkamm am Kopf und Vorderkörper ausgebildet. Einige der besonders langen Stacheln auf dem Rücken erreichen Längen von etwa 25 bis 65 Millimeter und haben weiße Spitzen, andere sind kürzer mit schwarzen Spitzen; Die Anzahl der weißspitzigen Stacheln übersteigt die der schwarzspitzigen. Der Durchmesser der größeren Stacheln beträgt bis zu 8,3 Millimeter, wodurch sie dicker als die anderer Arten der Untergattungen Thecurus und Acanthion und vergleichbar mit denen der Untergattung Hystrix sind. Die Stacheln im Bereich des Hinterkörpers sind dunkelbraun mit nur schmalen weißen Spitzen und Basen, die Stacheln unterseits des Schwanzes sind braun und weiß. Der Schwanz ist kurz und beträgt etwa 20 % der Kopf-Rumpf-Länge, er besitzt eine Schwanzquaste aus zu einer Rassel umgebildeten Stacheln. Diese hohlen Röhren sind 12 bis 16 Millimeter lang.
Vom Sumatra-Stachelschwein (Hystrix sumatrae) unterscheidet sich das Borneo-Stachelschwein vor allem durch die Größe, die längeren Stacheln und Borsten sowie den größeren Schädel. Die Nasenbeine sind zudem im Verhältnis zu den anderen Knochen etwas länger ausgebildet.

## Verbreitung

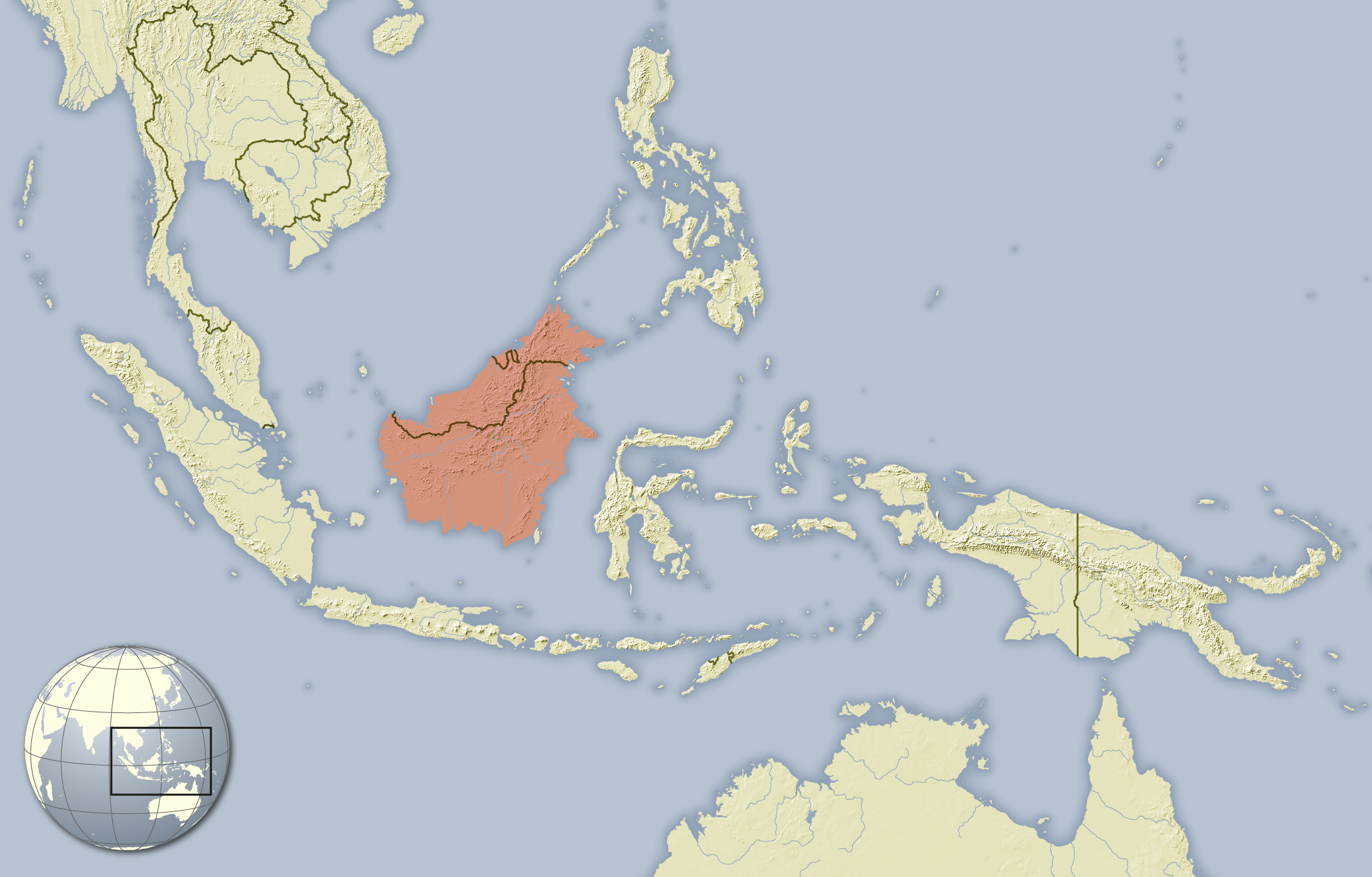
Verbreitungsgebiete des Borneo-Stachelschweins

Das Borneo-Stachelschwein kommt endemisch auf der Insel Borneo vor, die sich Indonesien und Malaysia sowie das Sultanat Brunei teilen.

## Lebensweise
Über die Lebensweise des Borneo-Stachelschweins liegen nur sehr wenige Angaben vor. Es kommt vorwiegend in unberührten Primärwäldern sowie jungen und älteren Sekundärwäldern des Flachlandes bis in Höhen von 1200 Metern im Osten von Kalimantan vor. Wie andere Stachelschweine ist es wahrscheinlich primär herbivor, über die Fortpflanzung und das Verhalten gibt es keine Informationen.

## Systematik
Das Borneo-Stachelschwein wird als eigenständige Art innerhalb der Gattung der Eigentlichen Stachelschweine (Hystrix) eingeordnet, die aus acht Arten in Asien und Afrika besteht. Die wissenschaftliche Erstbeschreibung stammt von Albert Günther aus dem Jahr 1877. Als Ursprungsort gab er Borneo an. Innerhalb der Gattung wird die Art in die Untergattung Thecurus gestellt, die gelegentlich auch als eigene Gattung betrachtet wird. Teilweise wurde das Sumatra-Stachelschwein (Hystrix sumatrae) als Unterart dieser Art betrachtet.
Innerhalb der Art werden neben der Nominatform keine Unterarten unterschieden.

## Status, Bedrohung und Schutz
Das Borneo-Stachelschwein wird von der International Union for Conservation of Nature and Natural Resources (IUCN) als nicht gefährdet („Least concern“) eingeordnet. Begründet wird dies mit dem vergleichsweise großen Verbreitungsgebiet und seinem regelmäßigen Vorkommen auf Borneo. Bestandsgefährdende Risiken sind nicht bekannt. Die Art wird lokal als Fleischquelle bejagt, der Effekt auf die Bestände dadurch ist jedoch gering.

## Belege
1. 1 2  A. Günther: Report on some of the additions to the Collection of Mammalia in the British Museum. In: Proceedings of the Zoological Society of London, Vol. 1876, S. 735–751, 1877. (Digitalisat)
2. 1 2 3 4 5 6 7  E.L. Barthelmess: Thick-spined Porcupine - Hystrix crassispinis. In: Don E. Wilson, T.E. Lacher, Jr., Russell A. Mittermeier (Herausgeber): Handbook of the Mammals of the World: Lagomorphs and Rodents 1. (HMW, Band 6), Lynx Edicions, Barcelona 2016; S. 325. ISBN 978-84-941892-3-4.
3. 1 2 3 4  Hystrix crassispinis in der Roten Liste gefährdeter Arten der IUCN 2017.2. Eingestellt von: F. Cassola, 2008. Abgerufen am 14. September 2016.
4. 1 2 3  Hystrix (Thecurus) crassispinis. In: Don E. Wilson, DeeAnn M. Reeder (Hrsg.): Mammal Species of the World. A taxonomic and geographic Reference. 2 Bände. 3. Auflage. Johns Hopkins University Press, Baltimore MD 2005, ISBN 0-8018-8221-4.